# Władysław Rut
Władysław Rut (ur. 20 stycznia 1910 w Przeworsku, zm. 15 marca 1985 w Poznaniu) – polski artysta fotograf specjalizujący się w stereoskopii.

## Życiorys
W 1928 ukończył gimnazjum w Jarosławiu. Rozpoczął pracę jako urzędnik, pisał też artykuły do prasy i tam zamieszczał swoje pierwsze fotografie. Przed rozpoczęciem II wojny światowej został mistrzem rzemieślniczym fotografii i w czasie wojny prowadził zakład fotograficzny. W 1946 otworzył w Poznaniu, wyremontowany własnym kosztem, zakład fotograficzny Foto-Sztuka, specjalizujący się w tworzeniu portretów. W tym czasie zainteresował się nie tylko fotografią artystyczną, ale także filmem dokumentalnym, uwieczniając na taśmie m.in. pierwsze po wojnie Targi Poznańskie. W 1951 odremontował i uruchomił poznański Fotoplastykon. Od 1952 członek Związku Polskich Artystów Fotografików (zawdzięczał to twórczości w formach socrealizmu). W 1956 wyjechał na plener fotograficzny nad Kanał Wołga-Don (robił tam zdjęcia stereoskopowe). Przełomowa była wystawa zdjęć artysty w Poznaniu w 1959 (około 25.000 zwiedzających). Następne ważne ekspozycje odbyły się w Londynie i Poznaniu w 1962. W latach 1970–1971 wystawiał na terenie NRD. Został członkiem Międzynarodowej Federacji Sztuki Fotograficznej – uhonorowany tytułem Artiste FIAP (AFIAP). Był współzałożycielem Oddziału Klubu Filmowców w Poznaniu. Towarzyszył obchodom millenijnym w 1966, uwieczniając je na serii zdjęć stereoskopowych. Z czynnej działalności wycofał się w początku lat 80. XX wieku, przekazując Fotoplastykon synowi – Antoniemu.

## Wystawy
Niektóre z cykli stereoskopowych wystawianych przez Władysława Ruta:
- Biskupin (1956),
- przemiany kopalniane w okolicach Konina (1958),
- Dęby Rogalińskie (1958),
- Tysiąclecie Chrztu Polski – kard. Stefan Wyszyński i abp Karol Wojtyła w Poznaniu, obchody w Częstochowie (1966),
- odbudowa Zamku Królewskiego w Warszawie (1971–1973),
- XXVI Wyścig Pokoju (1973),
- budowa osiedli winogradzkich w Poznaniu (1971),
- drzewa w Pieninach (lata 60. XX wieku),
- Poznań nocą (lata 70. XX wieku),
- bicie rekordu prędkości Fiata 125p (1973),
- koncert zespołu Slade w Poznaniu (2.8.1978),
- 50. MTP (1978),
- Wspomnienia z Azji Środkowej (1978),
- pielgrzymka Jana Pawła II do Polski (1980)[2].